# Svájci férfi jégkorong-válogatott
A svájci férfi jégkorong-válogatott Svájc nemzeti csapata, amelyet a Svájci Jégkorongszövetség (németül: Schweizerischer Eishockeyverband, franciául: Ligue Suisse de Hockey sur Glace, olaszul: Federazione Svizzera di hockey su ghiaccio) irányít. A jégkorong-világbajnokságokon öt ezüstérmet és nyolc bronzérmet szerzett, az olimpiákon kétszer volt bronzérmes, emellett 1926-ban megnyerte az Európa-bajnokságot.

## Története
Svájc már az első hivatalos világbajnokságon is szerepelt, amely az 1920-as nyári olimpia tornája volt. Az 1950-es évek közepéig a világbajnokságokon egy ezüst- és hat bronzérmet szereztek, valamint kétszer nyertek bronzérmet az olimpián is, ami akkor még világbajnokságnak is számított. Az 1960-as években a válogatott átkerült a B csoportba és jellemzően ott is szerepelt az 1990-es évek elejéig, de ekkor az A csoport csak 8 csapatos volt. Kétszer a C csoportban is voltak. 1997-ig még háromszor szerepeltek a B csoportban, ahonnan átsorolták őket az A csoportba, mert Svájc rendezte az 1998-as A csoportos vb-t, amit ekkor bővítettek 16 csapatosra. 1998 óta a svájciak nem estek ki a főcsoportból.
A téli olimpián is az 1960-as évek elejéig szerepeltek jól. 1928-ban és 1948-ban, a két hazai rendezésű téli olimpián (St. Moritz) nyertek két bronzérmet. Azóta az olimpián nem sikerült kiugró eredményt elérniük. 2006-ban és 2010-ben is a negyeddöntőig jutottak.
A 2013-as világbajnokságon az első három mérkőzésükön meglepetésre legyőzték a házigazda Svédországot, Kanadát és szétlövés után Csehországot is. A negyeddöntőben ismét legyőzték a cseheket, az elődöntőben pedig az amerikaiakat is. A döntőben azonban kikaptak a svédektől, de Svájc így is a torna meglepetéscsapata volt. Sikerüket 2018-ban megismételték.
A svájci válogatott többször is szerepelt a jégkorong Európa-bajnokságon, amit 1926-ban megnyert, 1928-ban ezüstérmes volt, és négy további alkalommal (1922, 1924, 1925, 1932) bronzérmet szerzett.

## Eredmények

### Európa-bajnokság
- 1910 – 4. hely
- 1911 – 4. hely
- 1912–1921 nem vett részt
- 1922 –  Bronz
- 1923 – 5. hely
- 1924 –  Bronz
- 1925 –  Bronz
- 1926 –  Arany
- 1927 – nem vett részt
- 1928 –  Ezüst
- 1929 – nem vett részt
- 1932 –  Bronz

### Világbajnokság
1920 és 1968 között a téli olimpia minősült az az évi világbajnokságnak is. Ezek az eredmények kétszer szerepelnek a listában.
- 1920 – 7. hely
- 1924 – 8. hely
- 1928 –  Bronzérem
- 1930 –  Bronzérem
- 1931 – nem vett részt
- 1932 – nem vett részt
- 1933 – 5. hely
- 1934 – 4. hely
- 1935 –  Ezüstérem
- 1936 – 12. hely
- 1937 –  Bronzérem
- 1938 – 6. hely
- 1939 –  Bronzérem
- 1947 – 4. hely
- 1948 –  Bronzérem
- 1949 – 5. hely
- 1950 –  Bronzérem
- 1951 –  Bronzérem
- 1952 – 5. hely
- 1953 –  Bronzérem
- 1954 – 7. hely
- 1955 – 8. hely
- 1956 – 9. hely
- 1957 – nem vett részt
- 1958 – nem vett részt
- 1959 – 12. hely
- 1960 – nem vett részt
- 1961 – 11. hely (B csop., 3. hely)
- 1962 – 7. hely
- 1963 – 10. hely (B csop., 2. hely)
- 1964 – 8. hely
- 1965 – 10. hely (B csop., 2. hely)
- 1966 – 14. hely (B csop., 6. hely)
- 1967 – 15. hely (B csop., 7. hely)
- 1968 – nem vett részt
- 1969 – 16. hely (C csop., 2. hely)
- 1970 – 12. hely (B csop., 6. hely)
- 1971 – 7. hely (B csop., 1. hely)
- 1972 – 6. hely
- 1973 – 13. hely (B csop., 7. hely)
- 1974 – 15. hely (C csop., 1. hely)
- 1975 – 9. hely (B csop., 2. hely)
- 1976 – 12. hely (B csop., 4. hely)
- 1977 – 13. hely (B csop., 5. hely)
- 1978 – 11. hely (B csop., 3. hely)
- 1979 – 13. hely (B csop., 5. hely)
- 1981 – 11. hely (B csop., 3. hely)
- 1982 – 14. hely (B csop., 6. hely)
- 1983 – 14. hely (B csop., 6. hely)
- 1985 – 10. hely (B csop., 2. hely)
- 1986 – 9. hely (B csop., 1. hely)
- 1987 – 8. hely
- 1989 – 12. hely (B csop., 4. hely)
- 1990 – 9. hely (B csop., 1. hely)
- 1991 – 7. hely
- 1992 – 4. hely
- 1993 – 10. hely
- 1994 – 13. hely (B csop., 1. hely)
- 1995 – 12. hely
- 1996 – 14. hely (B csop., 2. hely)
- 1997 – 15. hely (B csop., 3. hely)
- 1998 – 4. hely
- 1999 – 8. hely
- 2000 – 6. hely
- 2001 – 9. hely
- 2002 – 9. hely
- 2003 – 8. hely
- 2004 – 8. hely
- 2005 – 8. hely
- 2006 – 9. hely
- 2007 – 8. hely
- 2008 – 7. hely
- 2009 – 9. hely
- 2010 – 5. hely
- 2011 – 9. hely
- 2012 – 11. hely
- 2013 –  Ezüstérem
- 2014 – 10. hely
- 2015 – 8. hely
- 2016 – 11. hely
- 2017 – 6. hely
- 2018 –  Ezüstérem
- 2019 – 8. hely

### Olimpiai játékok
- 1920 – 7. hely
- 1924 – 8. hely
- 1928 –  Bronz
- 1932 – nem vett részt
- 1936 – 12. hely
- 1948 –  Bronz
- 1952 – 5. hely
- 1956 – 9. hely
- 1960 – nem vett részt
- 1964 – 8. hely
- 1968 – nem vett részt
- 1972 – 10. hely
- 1976 – 11. hely
- 1980 – nem vett részt
- 1984 – nem vett részt
- 1988 – 8. hely
- 1992 – 10. hely
- 1994 – nem vett részt
- 1998 – nem jutott ki
- 2002 – 11. hely
- 2006 – 6. hely
- 2010 – 8. hely
- 2014 – 9. hely
- 2018 – 10. hely
- 2022 – 8. hely